# Hugo Bollschweiler
Hugo Bollschweiler (* 25. Oktober 1970 in Zürich) ist ein Schweizer Dirigent, Violist, Komponist, Texter, Lyriker und Librettist.

## Ausbildung
Hugo Bollschweiler studierte am Conservatoire de Fribourg, der Musik-Akademie der Stadt Basel, dem Peabody Institute der Johns Hopkins University, Baltimore (USA) und der Zürcher Hochschule der Künste bei Michel Rouilly, Christoph Schiller, Victoria Chiang und Roberto Diaz (Viola) und Johannes Schlaefli, Christof Brunner, Marc Kissóczy und Markhand Thakar (Dirigieren).

## Wirken
Auftritte an den Mostly Mozart, Tanglewood, Lucerne, Donaueschingen, Davos, Montreux, Murten, Kuhmo, Les Arcs, Boswil und Yellow Barn Festivals.
Von 2007 bis 2009 Artist-in-Residence und Professor für Viola und Kammermusik an der Northern Kentucky University (USA) und Künstlerischer Leiter des Norse Chamber Music Festival.
Dozent am College-Conservatory of Music Cincinnati Accent09 Festival, Norse Chamber Music Festival und Austin Chamber Music Festival and Workshop und Meisterkurs an der Escola de Musica do Estado de Sao Paulo. Ehemaliger Solobratschist des Symphonischen Orchesters Zürich, des Orchestre Philharmonique Suisse, des Jungen Schweizer Kammerorchesters, des Orchestre de Chambre de Fribourg, des Peabody Symphony Orchestra, des SJSO, des Capriccio Basel und des Orchestre de Chambre de Neuchâtel.
Künstlerischer Leiter und Dirigent des Stadtorchesters Schlieren, der Orchestergesellschaft Affoltern am Albis, des Orchestervereins Niederamt, des Orchesters Chur und des Jugend-Sinfonieorchesters Aargau.
Mitglied Galatea Quartett (CH), Kammermusikpartner von Donald Weilerstein, Marc Johnson (Vermeer Quartet), Michael Strauss, Nicholas Mann, Katherine Murdock, Jean-Michel Fonteneau, Randolph Bowman, Kurt Widmer, dem Sarastro Quartett, Jupiter String Quartet, Basler Streichquartett und Peabody Trio. Guest Artist und US-Tournéen mit den Colorado, Coolidge und Azmari String Quartets (USA). Mitglied der Camerata Zürich und des Chamber Aartists Orchestra (CHAARTS).
Aufnahmen und Tourneen mit dem Tonhalle-Orchester Zürich, Orchester der Oper Zürich, Kammerorchester Basel, Collegium Novum Zürich und dem Freiburger Barockorchester. Mitbegründer des Barockorchesters Capriccio Basel. 
Auftritte als Solist mit dem Schweizer Kammerorchester, dem Orchestre de Chambre de Neuchâtel, den Winterthurer Symphonikern, dem Schweizer Jugend-Sinfonieorchester, Capriccio Basel, dem Peabody Ensemble, dem Kammerorchester 65, dem Orchester der Musikhochschule Winterthur Zürich und dem Orchesterverein Zürich.
Uraufführungen von Solowerken von Bettina Skrzypczak, Daniel Hess und Rolf Urs Ringger. Weltpremiere von Ringgers Konzert für Bratsche und Kammerorchester Love is in the air (2007).
Kompositionen für Orchester, Streicher und Bläser erschienen auf CD bei VDE-Gallo, Filmprogrammation und Solo-Improvisationen für Kurzfilm-Soundtracks.

## Auszeichnungen
- 2013: 2. Preis VALIANTforum Murtenclassics
- 2001: 1. Preis Koeckert Viola-Wettbewerb
- 2000: 1. Preis VALIANTforum Murtenclassics
- 1997: Olga Von Hartz Owens Memorial Prize in Strings des Peabody Institute (USA)
- 1993: Kammermusikpreis des Internationalen Kammermusikfestivals Austria

## Diskografie (Auswahl)
- Galatea Quartett: Belle Epoque: Debussy, Menu et Milhaud, SONY, 2013
- Coro Cantarina: Mozart: Requiem und Hess / Bollschweiler: Tageszeitlosen, VDE-Gallo, 2011
- Schweizer Kammerorchester: Bartók, Rautavaara, Schubert, Ringger (Hugo Bollschweiler, Viola), VDE-Gallo, 2010
- Collegium Novum Zürich: Jörg Widmann, NEOS, 2010
- Orchestre de Chambre de Neuchâtel: A British Spirit, Vaughan Williams, Rutter (Hugo Bollschweiler, Viola), ARTLAB, 2004
- Schweizer Jugend-Sinfonie-Orchester: Mozart: Sinfonia Concertante (Hugo Bollschweiler, Viola), SJSO, 1996
- Orchestre de Chambre de Fribourg: Grieg, Bollschweiler, Sibelius, Gerber, Tchaikovsky, VDE-Gallo, 1994

## Schreiben
- Libretto für Oper Ein unbewachter Tag, 2012
- Libretto für Kantate Tageszeitlosen, 2009
- D. Hess: Strophen, Sechs Lieder für Sopran, Klarinette, Violoncello und Klavier auf Texte von Franz Hohler und Hugo Bollschweiler, 2007/2008
- Publikation mundwurf, Lyrik, Frieling Verlag, Berlin, 2002
- Werbetexte für brand affairs und Astramedia

## Komposition
- Fantasie (1988) für 4 Violen, 5'
- 3 Intermezzi (1988) für 4 Violen, 7'
- Elegie (1988) für 3 Violen, 4'
- Kleine Suite (1988) für 2 Violen und 2 Violoncelli, 10'
- 4 Miniaturen (1988) für 5 Violen, 5'
- Trauermusik (1989) für 2 Violinen, 2 Violen und Violoncello, 10'
- Hymne (1989) für Violine, Viola, Klarinette und Kammerchor, 4'
- drei sonette (1989) für 6 Violen, 11'
- Konzertrondo (1990) für Viola und Streicher, 12'
- satyricon (1990) für Streichquartett, 6'
- sieben epigramme (1991), für Piano solo, 6'
- drei madrigale (1991) für Viola und Fagott, 9'
- solosuite no. 1 (1991) für Viola, 8'
- weisser turm (1991) solosuite no. 2 für Viola, 9'
- zwei stücke (1992) für Piano solo, 5'
- Contrepoints concertants (1992) pour orchestre à cordes, 20' (Editions Musicales Lausanne-Musique)
- "ferner frühling, von nahe" (1994) für Oboe solo, 5'
- "ave stanzen" (1995) für Oboe d’amore und Viola, 8'
- "lidom II" (1998) für Streichtrio, 14'

## Varia
- Crossover-Produktionen mit Singer-Songwriters Muriel Anderson und Michael Ronstadt.
- Gesangsunterricht bei Anneliese Fackler und Richard Cowan (USA).
- Hugo Bollschweiler spielt auf einer Viola von Santino Lavazza, Mailand 1722.